# Miguel Rellán
Miguel Ángel Rellán García (né le 7 novembre 1942 à Tétouan) est un acteur espagnol.

## Filmographie
- 1986 : Tata mía de José Luis Borau
- 1988 : Soldadito español d'Antonio Giménez-Rico
- 2025 : Cervantes avant Don Quichotte (El cautivo) d'Alejandro Amenábar

## Récompenses
- 1987 : Prix Goya du meilleur acteur dans un second rôle